# Montiglio Monferrato
Montiglio Monferrato – miejscowość i gmina we Włoszech, w regionie Piemont, w prowincji Asti.
Według danych na styczeń 2009 gminę zamieszkiwało 1725 osób przy gęstości zaludnienia 63,9 os./1 km².